# Emil Gilels
Emil Grigoryevitsj Gilels, soms weergegeven als Hilels (Oekraïens: Емі́ль Григо́рович Гі́лельс, Russisch: Эми́ль Григо́рьевич Ги́лельс; Emi'li Grego'rievitsj Gi'lelis; Odessa, 19 oktober 1916 – Moskou, 14 oktober 1985) was een Sovjet pianist, die algemeen wordt beschouwd als een van de grootste pianisten van de 20e eeuw.

## Levensloop
Beide ouders van Gilels waren musici. Hij kreeg zijn eerste pianolessen toen hij zes jaar oud was, van Yakov Tkach, een streng gedisciplineerde man, die de nadruk legde op toonladders en studeren. Gilels zei later dat deze strikte training de basis van zijn techniek vormde. Gilels maakte zijn publieke debuut toen hij twaalf jaar was in juni van het jaar 1929 met een goed ontvangen programma van Beethoven, Scarlatti, Chopin en Schumann. In 1930 ging hij naar het conservatorium van Odessa waar hij begeleid werd door Berta Reingbald, die volgens Gilels van beslissende vormende invloed op hem was.
In 1933 won Gilels op zestienjarige leeftijd de nieuw ingestelde All Soviet Union Piano Competition. Na te zijn afgestudeerd in 1935 verhuisde hij naar Moskou waar hij tot 1937 les nam bij Heinrich Neuhaus aan het Conservatorium van Moskou. Een jaar later won hij het Ysaÿe Internationaal Festival in Brussel (tegenwoordig de Koningin Elisabethwedstrijd), waarbij hij deelnemers als Arturo Benedetti Michelangeli en Mary Johnstone achter zich liet.
Gilels voerde de première van Sergej Prokofjevs pianosonate nr. 8 uit, die opgedragen was aan Mira Mendelssohn, op 30 december 1944, in de Grote Hal van het Moskou Conservatorium.
In 1946 won hij de prestigieuze Stalinprijs, in 1961 en in 1966 de Orde van Lenin en in 1962 de Leninprijs.
Gilels was de eerste artiest uit de Sovjet-Unie aan wie toegestaan werd om veelvuldig reizen te maken naar het Westen. Na de Tweede Wereldoorlog begon hij in 1947 met diverse tournees door Europa, en in 1955 maakte hij zijn debuut in de Verenigde Staten; hij speelde toen Tsjaikovski’s eerste pianoconcert in Philadelphia. In 1952 ging hij lesgeven aan het Moskou Conservatorium. In zijn laatste jaren bleef hij in de Sovjet-Unie en kwam zelden meer in het buitenland.
Hij was bezig een project rond Beethovens pianosonates voor Deutsche Grammophon af te ronden toen hij na een medisch onderzoek in 1985 in Moskou overleed (voor zijn opname van de "Hammerklavier"-sonate ontving hij in 1984 een Gramophone Award). Svjatoslav Richter, die Gilels goed kende en eveneens bij Neuhaus aan het Conservatorium van Moskou had gestudeerd, zei dat Gilels per ongeluk was gedood toen een incompetente dokter van het Kremlin-ziekenhuis hem de verkeerde injectie gaf tijdens een normale checkup.

## Waardering
Gilels wordt algemeen gewaardeerd voor zijn superbe technische controle en vlammende toon. Zijn interpretaties van de Duitse en Oostenrijkse klassieken vormen het hart van zijn repertoire, in het bijzonder Beethoven, Brahms, en Schumann; hij was evenzeer kristalhelder in zijn spel van Scarlatti, Bach, als in zijn spel van de 20e-eeuwse muziek van bijvoorbeeld Debussy, Bartók, en Prokofjev. Zijn Liszt was zonder meer eerste klas en zijn opnames van de Hongaarse Rapsodie nº 6 en de sonate in b klein hebben in bepaalde kringen een klassieke status verworven.

## Hoogtepunten uit zijn opnames
- 1935 - Liszt: Fantasie op twee thema’s van Mozarts "Le nozze di Figaro"
- 1951 - Liszt: Hongaarse Rhapsodie nr. 9
- 1954 - Saint-Saëns: Pianoconcert nr. 2 in g-mineur, Op. 22 (dirigent: Cluytens)*
- 1954 - Medtner: Pianosonate nr. 5 in g-mineur, Op. 22
- 1955 - Rachmaninov: Pianoconcert nr. 3 in d-mineur, Op. 30 (dirigent: Cluytens)
- 1958 - Brahms: Pianoconcert nr. 2 in B-majeur, Op. 83 (dirigent: Reiner)
- 1957 - Van Beethoven: Pianoconcert nr. 4 (dirigent: Ludwig)
- 1957 - Scriabin: Sonate nr. 4 in F-majeur, Op. 30*
- 1957 - Weinberg: Pianosonate nr. 4 in b-mineur
- 1959 - Schubert: Forellenkwintet, kwintet voor piano, viool, altviool, cello, en contrabas in A-majeur D667 Amadeus Quartet
- 1961 – J.S.Bach Prelude in b-mineur (gearrangeerd door Siloti)*
- 1968 - Van Beethoven: de vijf pianoconcerten (dirigent: Szell)
- 1968 - Medtner: Pianosonate nr. 10 in a-mineur, Op. 38 No. 1. (Sonata Reminiscenza)
- 1969 - Van Beethoven Bach Live at Carnagie Hall*
- 1972 - Tsjaikovski: Pianoconcert nr. 2 in G-majeur, Op. 44 (dirigent: Maazel)
- 1972 - Brahms: Pianoconcert nr. 1 in d-mineur, Op. 15 en Pianoconcert nr. 2 in Bes-majeur, Op. 83 (dirigent: Jochum)
- 1973 - Beethoven: Pianosonate nr. 23 in f-mineur, Op. 57 Appassionata
- 1973 - Debussy: Images, Boek 1*
- 1973 - Mozart: Pianoconcert nr. 27 in B-majeur, K595 (dirigent: Boehm).
- 1974 - Grieg: Lyrische Stukken
- 1974 - Prokofjev: Sonate No. 8 in B-majeur, Op. 84
- 1977 - Rachmaninoff, Prelude in c-mineur Op. 3 nr. 2*
- 1978 - Chopin: Pianosonate nr. 3 in b-mineur, Op. 58
- 1982 - Van Beethoven: Pianosonate nr. 29 in B-majeur, Op. 106 Hammerklavier
- 1984 - Van Beethoven: Pianosonate nr. 29 in B-majeur, Op. 106 Hammerklavier*
- 1984 - Scriabin: Sonate nr. 3 *

* = live